# São Rafael
São Rafael è un comune del Brasile nello Stato del Rio Grande do Norte, parte della mesoregione dell'Oeste Potiguar e della microregione della Vale do Açu.